# 艾哈迈德·阿卜杜拉·萨巴赫
艾哈迈德·阿卜杜拉·萨巴赫（阿拉伯语：‎，羅馬化：Ahmad Al-Abdullah Al-Ahmad Al-Sabah，1952年9月5日—），科威特经济学家、政治人物，科威特统治家族萨巴赫家族成员，他是第10代科威特埃米尔艾哈迈德·贾比尔·萨巴赫长子阿卜杜拉·艾哈迈德·贾比尔·萨巴赫的儿子。2009年至2011年间担任科威特石油部长，2024年4月15日获任命为候选首相，5月14日正式就职。

## 早年经历
艾哈迈德生于1952年9月5日，1975年获美国伊利诺伊大学厄巴纳-香槟分校经济学士学位。

## 职业生涯
1978年至1987年，艾哈迈德在科威特中央银行工作。1987年至1999年，他供职于多家私人金融机构，期间担任布尔根银行主席。1999年至2001年，担任科威特经济部长。1999年，获任命为通讯部长。2007年3月，获提名卫生部长，但被科威特国民议会以不信任动议投票弹劾，3月4日辞职。
2009年2月，萨巴赫担任科威特石油部长，是2006年以来第五位石油部长。他接任了2008年11月辞职的石油部长穆罕默德·奥莱姆。2008年11月至2009年2月，穆罕默德·萨巴赫·萨巴赫担任临时石油部长。2011年5月，艾哈迈德结束石油部长任期，由穆罕默德·布塞里接任。
2021年，艾哈迈德担任王储法院院长。2024年4月15日，艾哈迈德被提名为候任科威特首相，接任穆罕默德·萨巴赫·萨利姆·萨巴赫，同年5月15日正式就任。

## 个人生活
艾哈迈德已婚，有三个孩子。